# Irmãos Péreire
Jacob Rodrigue Émile Pereire (Bordéus, 3 de dezembro de 1800 – Paris, 5 de janeiro de 1875) e Isaac Rodrigue Pereire (Bordéus, 25 de novembro de 1806 – Gretz-Armainvilliers, 12 de julho de 1880), foram dois irmãos franceses, banqueiros proeminentes do século XIX, rivais dos Rothschild, que entre outras atividades, participaram da modernização de Paris, conduzida pelo prefeito Haussmann. Eles também possuíam várias empresas, em particular nos ramos de ferrovias e seguros..
O seu conglomerado de empreendimentos incluiu: o banco Crédit Mobilier, linhas de barcos a vapor transatlânticos, ferrovias, seguradoras, iluminação a gás, um jornal e o sistema de metrô de Paris.

## Biografia
|               |  |               |
| Émile em 1865 |  | Isaac em 1862 |

Os irmãos Émile e Isaac foram netos de Jacob Rodrigues Pereira, judeu português (sefardita), nascido em Peniche, que emigrou para a França em 1741, alterando a grafia de seu nome para Péreire e tornando-se intérprete de Luís XV.
Émile pertencia a uma escola de pensamento, a St. Simonism até 1831. Essa era uma doutrina socioeconômica, política e ideológica, cuja influência no século XIX foi decisiva, e pode ser considerado como o fundador da moderna tecnocracia.

## Patrocínio do primeiro voo de Clément Ader
A personalidade de Isaac, aguçada pela personalidade de sua esposa, o levaram a financiar a primeira tentativa de voo de um "mais pesado que o ar" de Clément Ader, com o seu Éole, que saiu do chão pela primeira vez em 9 de outubro de 1890, nos jardins do castelo dos Pereira em Gretz-Armainvilliers. Essa máquina deslisou pelo chão por 50 metros a cerca de 20 cm de altura.
Este evento no entanto, não seria reconhecido como o primeiro voo: a altura atingida foi insuficiente para se qualificar como tal. Na verdade, o desempenho desta geração de dispositivos não gerou interesse nos empresários, por não permitir controle suficiente do voo.

## Legado
Eugène Péreire (1831-1908), filho de Isaac, continuou a administrar o império de seu pai. Ele foi o fundador, em 1881, do Banque Transatlantique, que opera até os dias de hoje, e é um dos mais antigos bancos privados da França. Em 1909, a neta de Eugène, Noémie Halphen, casou-se com um competidor do setor bancário, Maurice de Rothschild.